# Misumenops guianensis
Misumenops guianensis är en spindelart som först beskrevs av Władysław Taczanowski 1872.  Misumenops guianensis ingår i släktet Misumenops och familjen krabbspindlar. Inga underarter finns listade i Catalogue of Life.